# Хабенец
Хабенец — горная вершина в Словакии.
Гора расположена в центральной части страны в западной части горного массива Низкие Татры — в Дюмбьерских Татрах. Находится западнее гор Дюмбьер и Хопок . Хабенец сложен кристаллическими сланцами и грандиоритами. С северной стороны горы имеются огромные ледниковые котлы.
Высота над уровнем моря — 1955 м. Популярный туристический объект.